# Алфі Кабільйо
Алфі Кабільйо (Alfi Kabiljo; 22 грудня 1935, Загреб — 1 квітня 2025, там само) — хорватський композитор, музикант, диригент і аранжувальник. Писав музику понад 6 десятиліть, створивши за цей час музику для понад 40 кінофільмів та понад 100 саундтреків, 11 мюзиклів, 2-х музичних фільмів та 2-х балетів. Його мюзикли ставили на різних сценах понад 2 тисячі разів.

## Життєпис
Кабільйо написав свою першу пісню у 8-річному віці. Навчався музиці у хорватського композитора Рудольфа Маца (Rudolf Matz), а потім поступив до музичної школи Ватрослава Лисинського. Освіжити навички складання музики допомагав йому Роджер Самин (Roger Samyn). Хоча він і отримав диплом архітектурного факультету Загребського університету, так ніколи і не використовував його. Більшу частину життя Кабільйо провів у престижному передмісті Загреба Шалаті (Šalata), але також перебував якийсь час у Парижі.
Професійну кар'єру Алфі Кабільйо розпочав 1957 року. Його пісні виконували найпопулярніші хорватські виконавці на вітчизняних та міжнародних фестивалях. В останні десятиліття Алфі Кабільйо незмінно входив до складу журі авторитетних пісенних конкурсів. Наприкінці 1950–х та у 1960-ті роки Кабільйо тривалий час мешкав у Лондоні, був постійним відвідувачем театрів у Вест–Енді, де саме народжувався жанр рок–опери (власне рок–мюзиклу).
Алфі Кабільйо був головою Хорватського товариства композиторів (хорв. Hrvatsko društvo skladatelja) та членом Міжнародної федерації фестивальних організацій (фр. Federation Internationale des Organisations de Festivals, FIDOF). Приятелює з багатьма кінозірками, зокрема із Шерон Стоун, з якою зійшовся під час роботи над голлівудським трилером «Ножиці» (1991).
Алфі Кабільйо є автором величезного числа саундтреків, в тому числі до іноземних фільмів, а також численних ТБ-саг на хорватському телебаченні. Зокрема, Кабільйо написав музику для визнаного шедевра хорватської кінематографії, нагородженого призами багатьох кінофестивалів — воєнної драми «Окупація в 26 картинах» (1978) режисера Лордана Зафрановича.
Найвідомішим і найпізнаванішим твором Кабільйо є музика до мюзиклу «Ялта, Ялта» (1971), за яку у 2004 році композитор отримав національну музичну премію «Порін» як за magnum opus. 
2015 року отримав Премію Владимира Назора за значні досягнення у музиці.
Алфі Кабільйо помер 1 квітня 2025 року у Загребі в 89-річному віці.